# 히라마쓰 가나코
히라마츠 카나코(일본어: 平松 可奈子, 1991년 11월 14일 ~ )는 일본 여성 아이돌 그룹 SKE48의 전 멤버이다. 오스카 프로모션 소속.

## 개요
2013년 5월 6일에 꿈을 이루기 위해 팀S 멤버 쿠와바라 미즈키.타카다 시오리.야가미 쿠미.팀KII 멤버 아카에다 리리나.오기소 시오리.하타 사와코.팀E 멤버 우에노 카스미.하라 미나미.연구생 멤버 코바야시 에미리와 졸업. 쿠와바라 미즈키와 빅파파 소속.